# Luiz Carlos (football, 1977)
Pour les articles homonymes, voir Luiz Carlos.
Luiz Carlos Lima de Souza, plus communément appelé Luiz Carlos, est un footballeur brésilien  né le 1er juin 1977. Son poste de prédilection est milieu de terrain.

## Biographie
Luiz Carlos remporte la Coupe de Suisse en 2006 avec le FC Sion, disputant la 1re mi-temps de la rencontre.
Jouant principalement en D2 suisse, Luiz Carlos dispute tout de même un match en Super League avec le FC Sion.

## Clubs successifs
- 2002- 2007 : FC Sion  Suisse
- 2007- 2008 : Yverdon-Sport FC  Suisse[1]

## Palmarès
- Vainqueur de la Coupe de Suisse en 2006 avec le FC Sion
- Montée en Axpo Super League en 2006 avec le FC Sion